# Robursport Volley Pesaro 2011-2012
Questa voce raccoglie le informazioni riguardanti il Robursport Volley Pesaro nelle competizioni ufficiali della stagione 2011-2012.

## Stagione

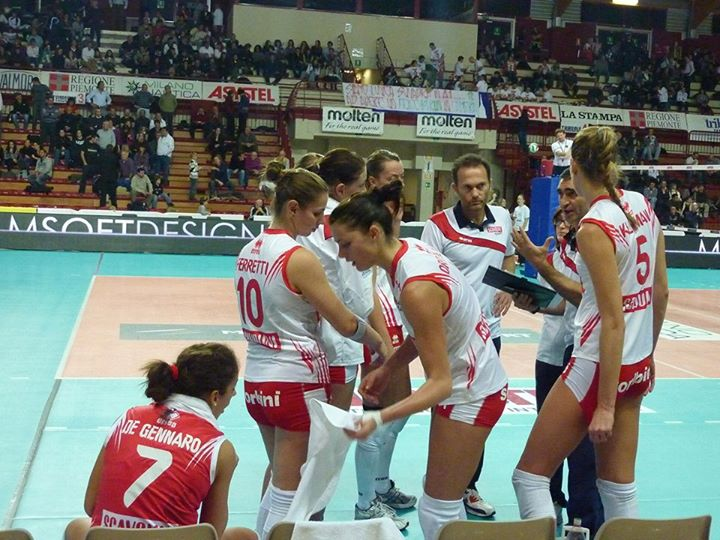
La squadra durante un time out

La stagione 2011-12 è per il Robursport Volley Pesaro, sempre sponsorizzata dalla Scavolini, la nona consecutiva in Serie A1: rispetto alla stagione precedente, vengono ceduto alcune pedine importanti della formazione titolare come Martina Guiggi, Senna Ušić e Manon Flier, sostituite da Berenika Tomsia, Maren Brinker, Alexandra Klineman e Serena Ortolani: in panchina viene confermato l'allenatore Paolo Tofoli, anche se poi sostituito ad inizio stagione, visto gli scarsi risultati, da Luciano Pedullà.
Il campionato si apre con una vittoria sul River Volley di Piacenza: a questa però seguono sei sconfitte consecutive che fanno cadere la squadra nelle zone basse della classifica; il cambio di allenatore è alquanto positivo, poiché nelle ultime tre giornate del girone d'andata il Robursport Volley ottiene tre successi, risalendo all'ottavo posto in classifica, posizione comunque non utile per qualificarsi alla Coppa Italia. Il girone di ritorno invece è ricco di soddisfazioni, con numerose vittorie e solo tre sconfitte, anche se molte sfide arrivano al tie-break: la società di Pesaro conclude la regular season al settimo posto in classifica. Nei quarti di finale play-off scudetto la sfida è contro il Gruppo Sportivo Oratorio Pallavolo Femminile Villa Cortese, il quale riesce, in tre gare, ad eliminare le marchigiane dalla corsa al titolo di campione d'Italia.
Il terzo posto in classifica della stagione precedente permette alla formazione di Pesaro di giocare la Champions League 2011-12: nella fase a gironi, il bottino di quattro vittorie e solo due sconfitte, le consente di classificarsi al secondo posto ed accede così alla fase successiva ad eliminazione diretta; negli ottavi di finale lo scontro è un derby italiano contro il Volley Bergamo: le orobiche vincono sia la gara di andata, che quella di ritorno, eliminando il Robursport Volley Pesaro.

## Organigramma societario
Area direttiva
- Presidente: Giancarlo Sorbini

Area tecnica
- Allenatore: Paolo Tofoli (fino al 28 novembre 2011), Luciano Pedullà (dal 29 novembre 2011)
- Allenatore in seconda: Massimo Dagioni
- Scout man: Elia Laise

Area sanitaria
- Medico: Alfredo Bressan
- Preparatore atletico: Gianpaolo Chittolini, Gabriele Palucci
- Fisioterapista: Lisa Baldelli
- Ortopedico: Piergiorgio Pirani

## Rosa
| N° | Nome                    | Ruolo | Data di nascita  | Nazionalità sportiva |
| -- | ----------------------- | ----- | ---------------- | -------------------- |
| 1  | Serena Ortolani         | S/O   | 7 gennaio 1987   | Italia               |
| 2  | Giulia Agostinetto      | P     | 2 ottobre 1987   | Italia               |
| 4  | Maren Brinker           | S     | 10 luglio 1986   | Germania             |
| 5  | Alexandra Klineman      | S     | 30 dicembre 1989 | Stati Uniti          |
| 7  | Monica De Gennaro       | L     | 8 gennaio 1987   | Italia               |
| 8  | Laura Saccomani         | S     | 8 ottobre 1991   | Italia               |
| 9  | Elisa Manzano           | C     | 18 gennaio 1985  | Italia               |
| 10 | Francesca Ferretti      | P     | 15 febbraio 1984 | Italia               |
| 11 | Berenika Tomsia         | C     | 18 marzo 1988    | Polonia              |
| 12 | Paola Ampudia           | S/O   | 5 agosto 1988    | Colombia             |
| 17 | Elisa Cardani           | L     | 5 maggio 1990    | Italia               |
| 18 | Lulama Musti De Gennaro | C     | 21 gennaio 1983  | Italia               |

## Mercato
| Acquisti | Acquisti                | Acquisti        | Acquisti   |
| R.       | Nome                    | da              | Modalità   |
| -------- | ----------------------- | --------------- | ---------- |
| P        | Giulia Agostinetto      | Loreto          | definitivo |
| S/O      | Paola Ampudia           | Leonas de Ponce | definitivo |
| S        | Maren Brinker           | VC Stoccarda    | definitivo |
| L        | Elisa Cardani           | Cuatto Giaveno  | definitivo |
| S        | Alexandra Klineman      | Stanford        | definitivo |
| C        | Lulama Musti De Gennaro | Parma           | definitivo |
| S/O      | Serena Ortolani         | Bergamo         | definitivo |
| C        | Berenika Tomsia         | BKS             | definitivo |

| Cessioni | Cessioni          | Cessioni      | Cessioni   |
| R.       | Nome              | a             | Modalità   |
| -------- | ----------------- | ------------- | ---------- |
| S/O      | Manon Flier       | Toray Arrows  | definitivo |
| P        | Natavan Gasimova  | Baku          | definitivo |
| C        | Martina Guiggi    | Villa Cortese | definitivo |
| C        | Rossella Olivotto | Casalmaggiore | definitivo |
| S        | Giulia Pascucci   | Rota          | definitivo |
| S        | Marija Ušić       | Çerkezköy     | definitivo |
| S        | Senna Ušić        | Eczacıbaşı    | definitivo |

## Risultati

### Serie A1

#### Girone di andata
| 1ª giornata - 13 dicembre 2011 PalaCampanara, Pesaro   | Robursport Pesaro | 3 - 0 | River               | 25-13, 25-19, 25-16        |
| 2ª giornata - 15 ottobre 2011 PalaPanini, Modena       | Universal Modena  | 3 - 0 | Robursport Pesaro   | 25-16, 25-16, 25-21        |
| 3ª giornata - 22 ottobre 2011 PalaCampanara, Pesaro    | Robursport Pesaro | 0 - 3 | Busto Arsizio       | 16-25, 17-25, 21-25        |
| 4ª giornata - 30 ottobre 2011 PalaRaschi, Parma        | Parma             | 3 - 1 | Robursport Pesaro   | 25-22, 21-25, 25-15, 27-25 |
| 5ª giornata - 22 novembre 2011 PalaCampanara, Pesaro   | Robursport Pesaro | 0 - 3 | Robur Tiboni Urbino | 19-25, 20-25, 20-25        |
| 6ª giornata - 27 novembre 2011 Sporting Palace, Novara | Asystel           | 3 - 0 | Robursport Pesaro   | 25-23, 25-17, 26-24        |
| 7ª giornata - 4 dicembre 2011 PalaBorsani, Castellanza | Villa Cortese     | 3 - 1 | Robursport Pesaro   | 20-25, 25-21, 26-24, 25-18 |
| 8ª giornata - 11 dicembre 2011 PalaCampanara, Pesaro   | Robursport Pesaro | 3 - 0 | Pavia               | 25-14, 25-13, 25-20        |
| 9ª giornata - 17 dicembre 2011 PalaCampanara, Pesaro   | Robursport Pesaro | 3 - 1 | Bergamo             | 25-16, 21-25, 25-19, 25-22 |
| 11ª giornata - 29 dicembre 2011 PalaCampanara, Pesaro  | Robursport Pesaro | 3 - 0 | Chieri              | 25-14, 25-22, 25-20        |

#### Girone di ritorno
| 12ª giornata - 6 gennaio 2012 PalaFranzanti, Piacenza     | River               | 3 - 2 | Robursport Pesaro | 21-25, 25-19, 19-25, 25-13, 15-9  |
| 13ª giornata - 8 gennaio 2012 PalaCampanara, Pesaro       | Robursport Pesaro   | 3 - 2 | Universal Modena  | 21-25, 25-14, 18-25, 25-21, 15-7  |
| 14ª giornata - 15 gennaio 2012 PalaYamamay, Busto Arsizio | Busto Arsizio       | 3 - 2 | Robursport Pesaro | 25-14, 25-23, 19-25, 22-25, 15-9  |
| 15ª giornata - 21 gennaio 2012 PalaCampanara, Pesaro      | Robursport Pesaro   | 3 - 2 | Parma             | 22-25, 30-28, 16-25, 25-16, 16-14 |
| 16ª giornata - 16 febbraio 2012 PalaMondolce, Urbino      | Robur Tiboni Urbino | 2 - 3 | Robursport Pesaro | 26-24, 25-23, 18-25, 18-25, 13-15 |
| 17ª giornata - 22 febbraio 2012 PalaCampanara, Pesaro     | Robursport Pesaro   | 3 - 1 | Asystel           | 25-23, 25-18, 16-25, 34-32        |
| 18ª giornata - 19 febbraio 2012 PalaCampanara, Pesaro     | Robursport Pesaro   | 3 - 2 | Villa Cortese     | 24-26, 25-20, 25-17, 21-25, 15-13 |
| 19ª giornata - 26 febbraio 2012 PalaRavizza, Pavia        | Pavia               | 3 - 1 | Robursport Pesaro | 25-23, 25-17, 22-25, 25-23        |
| 20ª giornata - 3 marzo 2012 PalaNorda, Bergamo            | Bergamo             | 2 - 3 | Robursport Pesaro | 25-17, 25-20, 19-25, 19-25, 13-15 |
| 22ª giornata - 11 marzo 2012 PalaRuffini, Torino          | Chieri              | 1 - 3 | Robursport Pesaro | 25-22, 25-27, 16-25, 12-25        |

#### Play-off scudetto
| Quarti di finale (gara 1) - 14 marzo 2012 PalaBorsani, Castellanza | Villa Cortese     | 3 - 0 | Robursport Pesaro | 25-20, 25-17, 25-20               |
| Quarti di finale (gara 2) - 17 marzo 2012 PalaCampanara, Pesaro    | Robursport Pesaro | 3 - 2 | Villa Cortese     | 25-23, 25-20, 22-25, 22-25, 15-13 |
| Quarti di finale (gara 3) - 20 marzo 2012 PalaBorsani, Castellanza | Villa Cortese     | 3 - 1 | Robursport Pesaro | 22-25, 25-17, 25-19, 25-22        |

### Champions League

#### Fase a gironi
| 1ª giornata - 1º dicembre 2011 PalaCampanara, Pesaro          | Robursport Pesaro | 3 - 0 | Dinamo Mosca      | 25-21, 25-17, 25-19        |
| 2ª giornata - 7 dicembre 2011 SC Sumice Belgrad, Belgrado     | Stella Rossa      | 0 - 3 | Robursport Pesaro | 10-25, 23-25, 13-25        |
| 3ª giornata - 15 dicembre 2011 PalaCampanara, Pesaro          | Robursport Pesaro | 1 - 3 | Muszyna           | 22-25, 20-25, 26-24, 20-25 |
| 4ª giornata - 21 dicembre 2011 Hala sportowa Muszyna, Muszyna | Muszyna           | 0 - 3 | Robursport Pesaro | 23-25, 22-25, 26-28        |
| 5ª giornata - 12 gennaio 2012 PalaCampanara, Pesaro           | Robursport Pesaro | 3 - 0 | Stella Rossa      | 25-23, 25-17, 25-22        |
| 6ª giornata - 17 gennaio 2012 USZ Družba, Mosca               | Dinamo Mosca      | 3 - 0 | Robursport Pesaro | 26-24, 25-18, 25-20        |

#### Fase a eliminazione diretta
| Ottavi di finale (andata) - 2 febbraio 2012 PalaNorda, Bergamo     | Bergamo           | 3 - 0 | Robursport Pesaro | 25-16, 25-20, 25-22        |
| Ottavi di finale (ritorno) - 9 febbraio 2013 PalaCampanara, Pesaro | Robursport Pesaro | 1 - 3 | Bergamo           | 14-25, 26-24, 17-25, 25-27 |

## Statistiche

### Statistiche di squadra
| Competizione     | Punti | In casa | In casa | In casa | In trasferta | In trasferta | In trasferta | Totale | Totale | Totale |
| Competizione     | Punti | G       | V       | P       | G            | V            | P            | G      | V      | P      |
| ---------------- | ----- | ------- | ------- | ------- | ------------ | ------------ | ------------ | ------ | ------ | ------ |
| Serie A1         | 30    | 11      | 9       | 2       | 12           | 3            | 9            | 23     | 12     | 11     |
| Champions League | 12    | 4       | 2       | 2       | 4            | 2            | 2            | 8      | 4      | 4      |
| Totale           | -     | 15      | 11      | 4       | 16           | 5            | 11           | 31     | 16     | 15     |

G = partite giocate; V = partite vinte; P = partite perse

### Statistiche dei giocatori
| Giocatore           | Serie A1 | Serie A1 | Serie A1 | Serie A1 | Serie A1 | Champions League | Champions League | Champions League | Champions League | Champions League | Totale | Totale | Totale | Totale | Totale |
| Giocatore           | P        | PT       | AV       | MV       | BV       | P                | PT               | AV               | MV               | BV               | P      | PT     | AV     | MV     | BV     |
| ------------------- | -------- | -------- | -------- | -------- | -------- | ---------------- | ---------------- | ---------------- | ---------------- | ---------------- | ------ | ------ | ------ | ------ | ------ |
| G. Agostinetto      | 8        | 0        | 0        | 0        | 0        | 2                | 0                | 0                | 0                | 0                | 10     | 0      | 0      | 0      | 0      |
| P. Ampudia          | 5        | 16       | 15       | 1        | 0        | 3                | 1                | 1                | 0                | 0                | 8      | 17     | 16     | 1      | 0      |
| M. Brinker          | 22       | 280      | 236      | 25       | 19       | 8                | 89               | 72               | 7                | 10               | 30     | 369    | 308    | 32     | 29     |
| E. Cardani          | 10       | 1        | -        | -        | 1        | 2                | -                | -                | -                | -                | 12     | 1      | -      | -      | 1      |
| M. De Gennaro       | 23       | -        | -        | -        | -        | 8                | 2                | 1                | 1                | -                | 31     | 2      | 1      | 1      | -      |
| F. Ferretti         | 23       | 55       | 18       | 32       | 5        | 8                | 19               | 7                | 6                | 6                | 31     | 74     | 25     | 38     | 11     |
| A. Klineman         | 21       | 388      | 323      | 38       | 27       | 8                | 115              | 90               | 9                | 16               | 29     | 503    | 413    | 47     | 43     |
| E. Manzano          | 23       | 166      | 104      | 56       | 6        | 7                | 46               | 31               | 13               | 2                | 30     | 212    | 135    | 69     | 8      |
| L. Musti De Gennaro | 17       | 66       | 50       | 13       | 3        | 6                | 20               | 15               | 4                | 1                | 23     | 86     | 65     | 17     | 4      |
| S. Ortolani         | 21       | 279      | 230      | 25       | 24       | 8                | 112              | 90               | 9                | 13               | 29     | 391    | 320    | 34     | 37     |
| L. Saccomani        | 15       | 31       | 22       | 9        | 0        | 6                | 10               | 9                | 1                | 0                | 21     | 41     | 31     | 10     | 0      |
| B. Tomsia           | 23       | 208      | 154      | 45       | 9        | 8                | 58               | 44               | 9                | 5                | 31     | 266    | 198    | 54     | 14     |

P = presenze; PT = punti totali; AV = attacchi vincenti; MV = muri vincenti; BV = battute vincenti